# الممر الشمالي الغربي

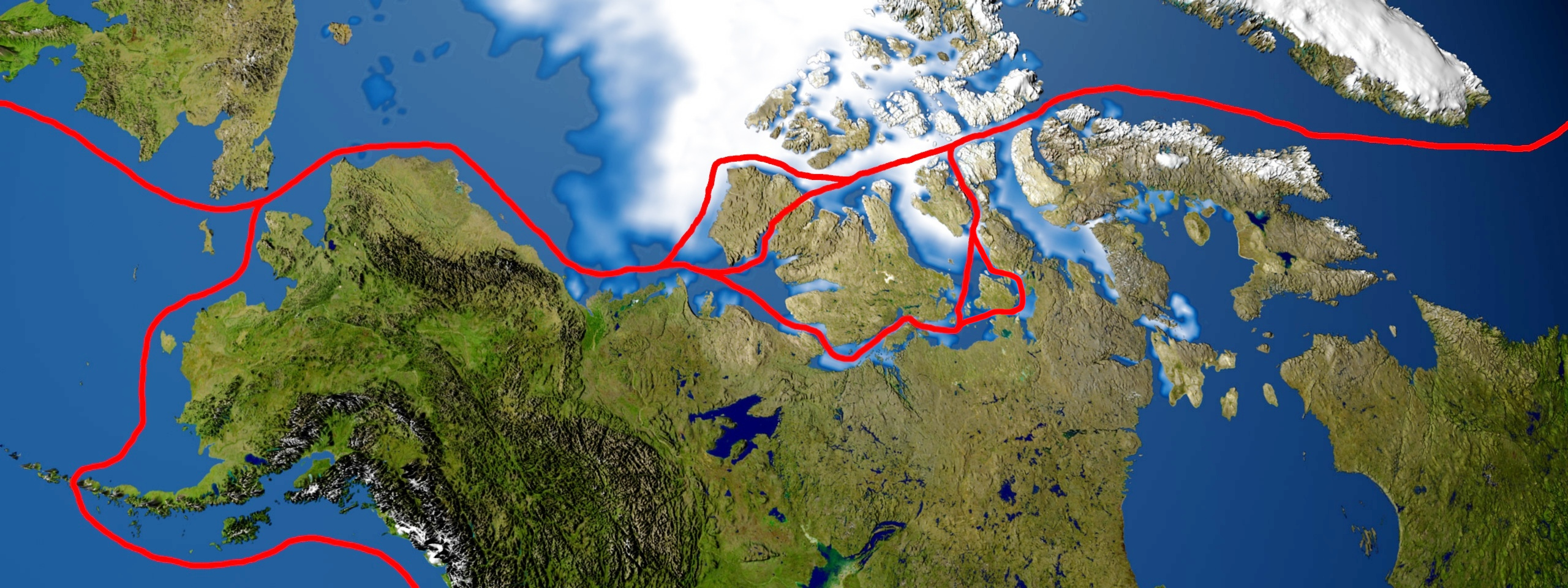
توضيح لموقع الممر الشمالي

الممر الشمالي الغربي هو الممر البحري الذي يربط المحيط الأطلسي ب المحيط الهادي عبر أرخبيل القطب الشمالي الكندي، هذه الجزر منفصلة عن بعضها البعض، وهذا الممر ليس عمليا إلا في صيف القطب الشمالي القصير حيث أن الجليد يغطيه بقية السنة.

## أنظر ايضَا
- الممر الشمالي الشرقي
- المحيط المتجمد الشمالي